# Акварель (именной поезд)
«Акваре́ль» — бывший именной поезд-галерея Московского метрополитена с репродукциями картин, созданный по инициативе Сергея Андрияки на заводе «Метровагонмаш» в г. Мытищи, Московская область. Состоит из пяти вагонов серии 81-740.1/741.1 «Русич», каждый из которых поделён на две сочленённые секции. Первый и единственный в мире именной электропоезд, для оформления которого было изменено конструктивное исполнение вагонов. Запущен 1 июня 2007 года, в День защиты детей, на Арбатско-Покровской линии. Первая подборка картин была посвящена творчеству художника-инициатора и учеников его школы.
Все пять вагонов состава снаружи были оклеены цветной плёнкой с изображениями цветов, фруктов, рек, деревьев. По сравнению с обычными вагонами типа 81-740.1/741.1 «Русич», в бывшей «Акварели» отсутствуют окна и сиденья с одной из сторон, на их месте расположены картины, над которыми добавлено освещение. Каждый вагон имел свою цветовую гамму — были уникальны как оклейка с внешней стороны, так и цвет пола, стен и сидений в вагоне. В январе 2013 года плёнка, которой был оклеен поезд снаружи, заменена на новую — с немного другой расцветкой.
Первоначально предполагалось использование поезда только во внепиковые часы и по укороченному маршруту, однако состав стал эксплуатироваться и в утренние часы пик на полной длине линии. В начале эксплуатации поезд ходил по собственному расписанию, однако вскоре он начал работать наравне с обычными составами.
В августе 2025 года оформление «Акварели» было убрано и заклеенно до февраля 2026 года оформлением «Состав будущего», посвященный полимерам и их применению.

## Экспозиция состава
| Дата открытия         | Экспозиция                                                                           |
| --------------------- | ------------------------------------------------------------------------------------ |
| 1 июня 2007 года      | Работы Сергея Андрияки и учеников его школы                                          |
| 13 мая 2009 года      | Работы из коллекции Русского музея                                                   |
| 12 мая 2010 года      | Репродукции картин из собрания ГМИИ им. А. С. Пушкина                                |
| 15 мая 2011 года      | Репродукции картин собрания Вятского художественного музея имени Васнецовых          |
| 11 мая 2012 года      | Собрание картин Третьяковской галереи                                                |
| 6 сентября 2012 года  | Репродукции экспонатов Музея-панорамы «Бородинская битва»                            |
| 14 мая 2013 года      | Репродукции картин Рязанского художественного музея имени Пожалостина                |
| 24 апреля 2014 года   | «Летописцы ратной славы» студии военных художников имени М. Б. Грекова               |
| 29 апреля 2015 года   | «Избранное из коллекции Московского музея современного искусства»                    |
| 27 октября 2015 года  | Экспозиция к 170-летию Русского географического общества                             |
| 30 мая 2016 года      | «Мастера Строгановской школы»                                                        |
| 27 сентября 2016 года | «Город в живописи» Музея Москвы                                                      |
| 27 марта 2017 года    | 50 работ Академии акварели и изящных искусств Сергея Андрияки                        |
| 30 августа 2019 года  | «Растения Красной книги Москвы»                                                      |
| 20 августа 2020 года  | «Сезон метро» выпускников Московского художественного института имени В. И. Сурикова |
| 30 декабря 2020 года  | Работы из коллекции Дарвиновского музея                                              |

| - «Акварель» в старом оформлении на станции «Кропоткинская» во время ночного концерта - Интерьер 1 (коричневого) вагона - Интерьер 2 (красного) вагона - Интерьер 3 (зелёного) вагона - Интерьер 4 (серого) вагона - Интерьер 5 (синего) вагона |